# Experiment

Crookesův mlýnek dokazuje, že lze energii světla převést přímo na mechanický pohyb

Experiment (česky též vědecký pokus) je soubor jednání a pozorování, jehož účelem je ověřit (verifikovat) nebo vyvrátit (falzifikovat) hypotézu nebo poznatek, které něco tvrdí o příčinných vztazích určitých fenoménů. Pokus je hlavní nástroj empirického rozšiřování vědeckého poznání.
Vědecký experiment má být plánovitý, opakovatelný a tím i ověřitelný. Obecné podmínky pro experimenty se podle oborů liší. Tak ve fyzikálních a chemických vědách experimentátor může měnit vstupní podmínky a parametry, v biologických a lékařských vědách se obvykle vyžaduje použití kontrolní skupiny, aby se vyloučil vliv jiných než zkoumaných činitelů. Ve společenských vědách jsou možnosti experimentátora omezené a vyžaduje se proto svědomitý výběr zkoumaného vzorku.
Myšlenkový experiment vychází z myšlené situace a snaží se z ní logicky odvodit její důsledky. Experimentum crucis, rozhodující experiment, je takový, který má rozhodnout o platnosti či neplatnosti nějaké teorie.
Fiktivní experiment je experiment, který nebyl reálně proveden, ale lze očekávat jeho uskutečnění a aplikovat patent.
Školní experiment je činnost žáků nebo učitele, při které je aktivně a relativně samostatně poznávána studovaná skutečnost prostřednictvím ovlivňování podmínek a následného vyhodnocení průběhu nebo výsledku. Je využíván při realizaci badatelsky orientované výuky.

## Pozorování vs. experiment
Pokus se liší od prostého pozorování tím, že při experimentu vědec aktivně ovlivňuje podmínky, kdežto při pozorování svůj vliv minimalizuje.
Starší vědy užívaly hlavně pozorování, teprve od F. Bacona se experimentem rozumí zkušenost, vyvolaná a získaná vědomým lidským jednáním.
Příkladem pozorování může být terénní biolog, schovaný v maskovaném přístřešku, který pozoruje dalekohledem hnízdící poštolky a doufá (někdy naivně), že o něm vůbec nevědí a že jeho existence a existence přístřešku nijak nemění jejich chování.
Příkladem experimentu je biolog, který chce zjistit, zda krmení bažanta rulíkem zlomocným vede k jeho úhynu, nebo alespoň zhoršení zdravotního stavu. Proto chová v laboratoři za naprosto shodných podmínek (v rámci možností samozřejmě) dvě skupinky bažantů: jedny krmí rulíkem zlomocným, druhé běžnou bažantí stravou (tato skupina je tzv. kontrolní skupina či slepý vzorek, viz dále). Ze srovnání počtu zbylých bažantů v obou skupinách pak lze učinit závěr o vlivu rulíku.
(Nastíněný pokus je ve skutečnosti zjednodušený a ve vědecké diskusi by neobstál. V tomto případě by skupiny měly být alespoň tři: skupina krmená pouze rulíkem zlomocným, kontrolní skupina krmená pouze běžnou stravou, a skupina krmená zároveň běžnou stravou a rulíkem zlomocným pro vyloučení možnosti, že první skupina má potíže v důsledku nevyvážené stravy.)

## Vlastnosti řádného pokusu
Od vědecky relevantního experimentu se očekává dostatečně přesný popis všech relevantních podmínek, v nichž probíhal, a přesný záznam všech postupů, které badatel v pokusu použil, včetně charakteristik měřicích zařízení. Ve společenských vědách se to týká zejména výběru zkoumaného vzorku. Pokus musí být (je-li to objektivně možné) opakovatelný.
Z podstaty věci je nezbytné, aby byl pokus ověřující nějakou hypotézu koncipován tak, aby v co největší míře znemožnil náhodný (či na jiném jevu založený) chybný výsledek. To znamená, že pokus by měl být vymezen tak, aby připouštěl minimum všech vedlejších vlivů a zohledňoval všechny alternativní hypotézy (tam, kde to není v jednom pokusu možné, je tohoto výsledku možno dosáhnout sadou pokusů odlišně koncipovaných).
Nicméně biologické, medicínské a společenskovědní experimenty se potýkají, často z důvodu nízké síly testu, se špatnou replikovatelností, což je základ vědecké metody. Vyvstává tak krize reprodukovatelnosti.

### Fyzika a chemie
| „ | Pokus je cílevědomé zjišťování vlastností látek za předem stanovených podmínek. | “ |

Nad pokusným uspořádáním má experimentátor kontrolu a pokusný materiál je dostatečně homogenní, takže se pokusy obvykle dají opakovat a výběr vzorku není problém. Největší péči je třeba věnovat přesnosti i spolehlivosti měřicího zařízení a zejména nežádoucím vnějším vlivům. Experimentální zařízení například v nukleární fyzice (urychlovače částic apod.) jsou přitom tak rozlehlá a citlivá, že vyloučení vnějších vlivů může být na hranici technických možností.

### Biologie
U biologického a lékařského pokusu je důležitý tzv. slepý pokus (resp. slepý vzorek nebo kontrolní skupina) – zkoumáme-li tedy dopad působení něčeho na něco, musíme mít pro srovnání další skupinu, s níž se zachází stejně jako se vzorkem hlavní linie postupu, pouze se u něj zkoumaný vliv vypouští. Důvodem je vyloučení chybných výsledků na základě špatně stanovených podmínek nebo lidské chyby (pokud např. v tomto příkladu pojdou obě zkoumané skupiny bažantů, na vině pravděpodobně nebude rulík zlomocný, ale fakt, že někdo špatně nastavil termostat nebo zatáhl do ústavu bažantí mor).

#### Problémy biologického pokusu
Biologické pokusy jsou problematické, protože organismy jsou citlivé na mnoho různých faktorů a často individuálně odlišné, takže každý organismus vnáší do pokusu určitou porci nejistoty. Kvůli různorodosti organismů je někdy neobyčejně těžké vytvořit reprezentativní vzorek, nehledě k tomu, že zejména pokusná zvířata projevují v mnoha ohledech svou „osobnost“.
Laboratorní biologové s nadsázkou mluví o prvním pravidle biologického pokusu: Každý organismus se za přísně definovaných, pečlivě změřených a úzkostlivě dodržovaných podmínek chová přesně tak, jak ho zrovna napadne.
Dalším problémem některých (zejména invazivních) pokusů je, že zřídkakdy jdou zopakovat se stejnými jedinci. Od konce 20. století platí také stále přísnější etická pravidla, která silně omezují možnosti pokusů se zvířaty.
Moderní věda vyžaduje po složitějších pokusech, u nichž nelze zcela vyloučit náhodné vlivy, menší nepřesnosti či neodstranitelné odlišnosti v pokusném materiálu, aby byly statisticky vyhodnotitelné. To znamená, že vzorky použité v pokusu musí být reprezentativní svým složením i počtem. Aplikováno na náš příklad: účastní-li se pokusu pouze staří a nemocní bažanti, vzorek není svým složením reprezentativní a výsledek je prakticky bezcenný. Pokud bude každou skupinu tvořit pouze jeden bažant, vzorek také nebude reprezentativní a pokus rozhodně nebude průkazný (i kdyby nakrásně vyšel – i normálně krmený bažant může nešťastnou náhodou umřít). Bude-li mít každá skupina 100 bažantů o reprezentativním složení, bude už pokus mnohem průkaznější a jeho výsledek bude nutno brát vážně.

### Medicína
Invazivní pokusy jako uvedený příklad s bažanty nejsou ovšem v lékařství možné, pokus nesmí účastníky poškodit ani ohrozit. Různorodost pacientů (věk, pohlaví, vzdělání, anamnéza atd.) hraje ještě větší roli, takže tím víc záleží na výběru vzorku a kontrolní skupiny. Pokusy se dělají s dobrovolníky, kteří musí být seznámeni s povahou a účelem pokusu, naopak nesmějí vědět, zda jsou zařazeni do zkoumané nebo kontrolní skupiny, která například místo testovaného léku dostává placebo.

### Společenské vědy
Experiment je běžnou součástí výzkumu v sociálních vědách. Experimentálně může být ověřována například efektivita psychoterapie či určitého vzdělávacího postupu (třeba specifická metod výuky matematiky). Jde o běžně využívanou výzkumnou techniku v psychologii, zejména sociální a kognitivní, bývá však využíván i rovněž v politologii, například za účelem výzkumu voličského chování, nebo třeba ekonomii, zejména behaviorální. Ostatně Daniel Kahneman za psychologický (či behaviorálně-ekonomický získal Nobelovu cenu. 
Experiment pochopitelně není jedinou metodou výzkumu v sociálních vědách. Rozšířené jsou (mimo kvalitativního výzkumu) zejména průzkumy nebo korelační studie. Můžeme se rovněž setkat i s kvaziexperimentem (ve kterém na rozdíl od experimentu chybí náhodné rozdělení do skupin) či experimentem typu „n=1“, kde je účastníkem výzkumu jediný zkoumaný subjekt, což limituje možnosti zobecnění výsledků. Kromě toho řada výzkumů, které jsou běžně označované jako experimenty, ve skutečnosti experimenty nejsou. Příkladem může být velmi známý Stanfordský vězeňský experiment realizovaný Philipem Zimbardem nebo originální podoba původního Milgramova experimentu. V těchto případech ve skutečnosti šlo o deskriptivní observační studie. 
Obecným problémem výzkumů v sociálních vědách bývá otázka etiky. Některé výzkumné designy mohou vyžadovat klámání účastníků (kterým jsou sděleny nepravdivé informace o účelu, nebo dokonce i podobě výzkumu), což může být problematické. Obtížné může být rovněž i zaslepení experimentálních studií, protože účastníci mohou účel výzkumu občas identifikovat a pozměnit své jednání nikoliv v důsledku experimentální podmínky, ale spíše svého očekávání.

## Příklady slavných experimentů

### Fyzika
- Magdeburské polokoule (1654, Otto von Guericke) ukázaly vlastnosti vakua
- Michelsonův-Morleyův experiment (1887) vyvrátil dosavadní teorii šíření světla éterem

### Biologie
- Pasteurovo vyvrácení abiogeneze (samoplození) (1861); Louis Pasteur ukázal, že na živném substrátu nevznikne samovolně život ani za přístupu vnějšího vzduchu

### Psychologie
- Aschův experiment – demonstrace konformity
- Experimenty Harryho Harlowa - podmínky vzniku citové vazby u makaků